# Scoglio di Su Brecconi
Lo scoglio di Su Brecconi è un'isola del mar Tirreno situata a ridosso della costa centro-orientale della Sardegna.

Appartiene amministrativamente al comune di Tertenia.